# 슈퍼처방전
《슈퍼처방전》(프랑스어: Supercondriaque)은 2014년 공개된 코미디 영화이다.

## 출연

### 주연
- 대니 분
- 카드 므라드
- 엘리스 폴

### 조연
- 쟝 이브스 버텔룻
- 주디스 엘 제인
- 발레리 보네통
- 마르뜨 빌라론가
- 브루노 로쳇
- 제롬 코만되르
- 조나단 코헨
- 바네사 가이드
- 버지니아 앤더슨
- 스테판 드 그루드
- 에타인 쉬코
- 가이 레클루이제
- 구둘르
- 카밀 샤무
- 찰린 폴
- 빈센트 하퀸
- 보지다르 스밀랴니치
- 프리실라 아다드
- 밸라즈 갈코
- 서지 스위슨
- 타마스 바가

## 기타
- 프로듀서: 에릭 허버트
- 프로듀서: 제롬 세이독스
- 제작진행: 스테판 퀴넷
- 공동프로듀서: 패트릭 퀴넷
- 협력프로듀서: 데이빗 클레이큰스
- 협력프로듀서: 로메인 르 그랜드
- 협력프로듀서: 알렉스 버바에르
- 조감독: 니콜라스 가이
- 믹싱: 데미안 라제리니
- 사운드슈퍼바이저: 뱅상 귀용
- 사운드슈퍼바이저: 뱅상 귀용
- 시각효과: 미카엘 탕기
- 분장: 플로어 마송
- 배역: 피에르-자크 베니초우